# Геронтофілія
Геронтофілія (від дав.-гр. γέρων — старик, старець і дав.-гр. φιλία — любов, дружба) — статевий потяг до людей похилого віку. Людина з такими сексуальними уподобаннями є геронтофілом. Слово геронтофілія придумав у 1901 році психіатр Ріхард фон Крафт-Ебінґ. Геронтофілія класифікується як парафілія, але не згадується в Діагностично-статистичному посібнику психічних розладів або Міжнародній класифікації хвороб.  
Поширеність геронтофілії невідома. Дослідження пошукових запитів у Peer-to-peer порнографічній мережі відзначило, що 0,15% запитів стосувалися тематики геронтофілії.  Сексуальні злочинці, які обирають жертвами людей похилого віку, не обов'язково є геронтофілами. Існують інші можливі мотиви цих злочинів, такі як лють чи садизм, або підвищена вразливість людей похилого віку як соціальної групи. Немає досліджень, які б показували, що більшість таких правопорушників є геронтофілами. В одному невеликому дослідженні двоє із шести сексуальних злочинців проти людей похилого віку виявили геронтофільні тенденції. Геронтофілія також може бути виражена шляхом згоди літніх партнерів у правовому контексті.
Вивчення геронтофілії обмежується невеликою кількістю тематичних досліджень, починаючи з статті французького лікаря Шарля Фере 1905 року. Фере описував 27-річного чоловіка, який відкинув шлюб з 20-річною «красунею» заради 62-річної жінки. Подібні дослідження зазвичай повідомляють, що суб'єкт мав ранній сексуальний досвід із значно старшою жінкою.

## Див. Також
- MILF
- Пума (сленг)